# Zárug Péter Farkas
Zárug Péter Farkas (Marosvásárhely, 1975. február 18. –) magyar politológus, jobboldali közszereplő.

## Élete
Az erdélyi örmény Zárug / Zerich (dzerr 'ձեռ') család leszármazottja. 
Tanulmányait 1986-tól a Berekfürdői Általános Iskolában, majd Karcagon a Gábor Áron Református Gimnáziumban végezte, ahol 1993-ban érettségizett. A Miskolci Egyetem politológia szakos hallgatóként kezdte meg egyetemi tanulmányait, ahol negyedik évben a Bölcsészettudományi Kar kiemelt ösztöndíjasa volt, ötödéven pedig Köztársasági Ösztöndíjas hallgatójaként 1998-ban kitűnő minősítéssel diplomázott. Egyetemi évei alatt két évig irodalmat, valamint állam- és jogtudományokat is hallgatott. 1998-tól a Bölcsészettudományi Kar tanársegéde, 2007 szeptemberétől egyetemi adjunktus.
A 2000-es évek elejétől az országos politikában is aktív volt. Tevékenysége ebben az időszakban a MIÉP-hez kötődött, Csurka István pártelnök tanácsadója volt. Egy ideig a szintén a radikális párthoz köthető Pannon Rádió műsorvezetője és hírszerkesztője.
Doktori dolgozatát a politikai beszéd és diszkurzív környezete témájában írta. 2009-ben a Miskolci Egyetem Irodalomtudományi Doktori Iskolájában irodalom- és kultúratudományok tudományágban doktori (PhD) címet szerzett. Rendszeresen publikál közéleti és politikatudományi lapokban, emellett több, elsősorban a politikai jobboldalhoz köthető média gyakori elemzője. 2015-ben a Demokrata nyomtatott változatában tűzparancsot követelt a menekültek ellen. 
Zárug Péter többségi tulajdonosa a Stájerországban található ALPENHOTEL-STEIRERHOF GmbH nevű cégnek, amely 26 szobás vendégszállót működtet a dél-ausztriai Tuplitz-ban.

## Publikációi
- Csurka István - Néhány tanulmány egy életpálya megértéséhez, L'Harmattan, Budapest, 2023
- Leviatán ébredése, avagy Illiberális-e a magyar demokrácia, L'Harmattan, Budapest, 2015
- Vázlat a második Orbán-kormány konfliktusainak megértéséhez, In: Tóth Gy.- Lentner Zárug: Kik támadják Magyarországot és miért?, Kairosz Kiadó, Budapest, 2012
- Zárug Péter Farkas: Csapdába került demokrácia, L'Harmattan Kiadó, Budapest, 2009
- Átmenet és utat vesztett rendszerváltozás, In: Szőcs Géza: Elárvult Szabadság, Kecskeméti Lapok, Harmadik Évezred, I. 2008
- Egy politikus típus és beszédmódjának vázlata, In: Jankovics–Nyerges: Kultúra, nemzet, identitás, Budapest, NMTT 2008
- Állam és politika a dualista politikai arénában, In: Társadalom és Politika, 2007/3-4
- Oláh Anna – Zárug Péter Farkas: „Ha érdemesen élünk, érdemesen teszünk”, Bolyai Farkas bécsi, jénai, göttingeni és pesti peregrinációs emléklapjaiból. In: Egy halhatatlan erdélyi tudós, Bolyai Farkas, szerkesztő: Gazda István, Akadémiai Kiadó, Budapest, 2002
- Zárug Péter Farkas: A magyar média gyökerei és az átmenet problémája a rendszerváltás kapcsán, Médiapolitika, 2000–2001
- Oláh Anna – Zárug Péter Farkas: Itáliai matematikusok erőfeszítései a Bolyai-kéziratok kiadása érdekében – A magyar művelődés és a kereszténység, Nemzetközi Magyar Filológiai Társaság-Scriptum Rt., Budapest, 1998
- Oláh Anna – Zárug Péter Farkas: „Cselekedj, védd magad saját érdekedben”, Bolyai Farkas emlékkönyvének erdélyi lapjából, In: Egy halhatatlan erdélyi tudós, Bolyai Farkas, szerkesztő: Gazda István, Akadémiai Kiadó, Budapest, 2002

## Publicisztikái
- A varázsló neve: Orbán, Transtelex, 2025. május 14.
- Le kellene mondania, miniszterelnök úr!, Magyar Nemzet, 2008. március 12.
- Magyar siker Romániában, Magyar Nemzet, 2007. november 28.
- A népszavazási kezdeményezések összegzése, Magyar Nemzet, 2007. október 20.
- Csapdába került demokrácia, Magyar Nemzet, 2007. május 12.
- Üzenet a pártlisták mögött, Magyar Nemzet, 2006. március 24.
- Parlamenti demokráciadeficit?, Magyar Nemzet, 2006. január 31
- Kétpártrendszer vagy többpártrendszer?, Magyar Nemzet, 2005. november 2.
- Az államfőválasztás érettségije, Magyar Nemzet, 2005. június 9.
- A rendszerváltás deficitje az államfőválasztásban, Magyar Nemzet, 2005. április 14.
- Széljegyzet egy kinevezéshez, Magyar Nemzet, 2005. február 15.